# Иванов, Евгений Васильевич (металлург)
Евгений Васильевич Иванов (28.02.1912, Санкт-Петербург — 13.11.1995, г. Лысьва Пермской области) — советский металлург, лауреат Государственной премии СССР (1988).
Окончил Лысьвенское ФЗУ (1931) и Уральский индустриальный институт им. С. М. Кирова (1939).
С 1929 по 1986 год работал на Лысьвенском металлургическом заводе: ученик слесаря, слесарь, преподаватель, директор школы ФЗО, начальник отдела организации труда, начальник цехов № 3 и № 15, заместитель главного инженера, секретарь парткома, с апреля 1959 по 1986 г. главный инженер.
В 1960-е гг. руководил реконструкцией завода и строительством новых цехов.
Участвовал в создании первых в Советском Союзе промышленных агрегатов для производства хромированной лакированной жести, руководил организацией её массового производства для нужд пищевой промышленности.
Лауреат Государственной премии СССР (1988) — за разработку и внедрение технологии производства хромированной лакированной жести для консервной промышленности. Заслуженный металлург РСФСР (1982). Отличник народного просвещения (1983). Награждён орденами Ленина (1954), Трудового Красного Знамени (1942, 1950, 1971), «Знак Почёта» (1945, 1985), медалями, золотой медалью ВДНХ (1968). Почётный гражданин города Лысьвы (1976).